# Martine Rottier
Martine Rottier (* 12. Juni 1955) ist eine ehemalige französische Judoka. Sie gewann einen Weltmeistertitel und war dreimalige Europameisterin.

## Sportliche Karriere
Martine Rottier kämpfte im Halbmittelgewicht, der Gewichtsklasse bis 61 Kilogramm. 1974 fanden testweise französische Judo-Meisterschaften für Frauen statt, Rottier gewann im Halbmittelgewicht und in der offenen Klasse. Bei den offiziellen französischen Meisterschaften von 1975 bis 1989 erreichte Rottier jedes Jahr außer 1986 das Finale im Halbmittelgewicht; sie siegte neunmal und war fünfmal Zweite. In der offenen Klasse gewann sie zweimal Silber und erhielt sieben Bronzemedaillen.
Ihre erste internationale Medaille gewann Martine Rottier 1975 bei den Europameisterschaften in München, den ersten Judo-Europameisterschaften für Frauen überhaupt. Rottier gewann ihr Finale gegen die Belgierin Marie-France Mill. Bei den Europameisterschaften 1976 in Wien gewann sie das Finale gegen die Jugoslawin Marina Angelović. Bei der dritten Austragung der Europameisterschaften 1977 in Arlon unterlag Martine Rottier im Halbfinale der Deutschen Ingrid Berg. Mit einem Sieg über Yvonne Vringer aus den Niederlanden sicherte sich Rottier eine Bronzemedaille. Im Jahr darauf standen sich bei den Europameisterschaften 1978 in Köln Berg und Rottier im Finale gegenüber und Berg siegte. 1979 und 1980 verlor Martine Rottier im Finale der französischen Meisterschaften gegen Brigitte Deydier, die auch an den Europameisterschaften teilnahm.   Ende November 1980 wurden in New York City erstmals Judo-Weltmeisterschaften für Frauen ausgetragen. Die Französinnen gewannen bei den Wettkämpfen in jeder der acht Gewichtsklassen eine Medaille. Martine Rottier unterlag im Halbfinale der Italienerin Laura Di Toma, gewann aber eine Bronzemedaille durch einen Sieg über Herta Reiter aus Österreich.
Bei den Europameisterschaften 1981 in Madrid und bei den Europameisterschaften 1982 in Oslo gewann Rottier jeweils eine Bronzemedaille. Im Dezember 1982 fanden in Paris die zweiten Weltmeisterschaften statt. Rottier besiegte in ihrem ersten Kampf die Deutsche Gabriele Ritschel, dann im Viertelfinale Chantal Han aus den Niederlanden. Nach ihrem Halbfinalsieg über Robin Chapman aus den Vereinigten Staaten gewann sie das Finale gegen die Norwegerin Inger Lise Solheim. Bei den Europameisterschaften 1983 in Genua unterlag Rottier im Halbfinale der Britin Ann Hughes, im Kampf um Bronze gewann sie gegen Inger Lise Solheim. Im Jahr darauf fanden die Europameisterschaften in Pirmasens statt. Rottier gewann nach 1975 und 1976 ihren dritten Titel mit einem Finalsieg über die Deutsche Petra Wahnsiedler. Acht Monate später bei den Weltmeisterschaften 1984 in Wien unterlag sie im Viertelfinale Natasha Hernández aus Venezuela. Nach Siegen über Ann Hughes und Laura Di Toma erhielt Rottier eine Bronzemedaille. Rottier blieb noch bis 1989 aktiv und gewann 1988 auch noch einmal den französischen Meistertitel, internationale Medaillen gewann sie nach 1984 nicht mehr.